# Hangerőmű
Hangerőmű – dwunasty studyjny album węgierskiej grupy muzycznej Ossian, wydany w 2003 roku. Album został wydany przez Hammer Records na CD i MC. W ramach promocji albumu nagrano teledysk do utworu „Desdemona”. Na CD umieszczono dodatkowo teledyski do utworów „Desdemona” oraz „15 perc”. Album zajął czwarte miejsce na liście Mahasz Top 40.

## Lista utworów
Źródło: metal-archives.com
1. "2003-as nyitány" (0:37)
2. "Hangerőmű" (3:16)
3. "Desdemona (A féltékenység fantomja)" (3:03)
4. "Bilincs vagy ékszer" (3:14)
5. "A könyv" (3:09)
6. "Társ a bajban" (3:19)
7. "Még egy nap" (3:55)
8. "Visszaszámlálás" (2:44
9. "A szívem szabad" (2:57)
10. "Az én Szentföldem" (3:15)
11. "Várnak rád" (4:22)
12. "Az utca szava" (3:02)
13. "Csendesen (utwór dodatkowy)" (4:01)

### Bonus CD
1. "Desdemona" (teledysk)
2. "15 perc" (teledysk)

## Wykonawcy
Źródło: ossian.hu

### Skład zespołu
- Endre Paksi – wokal
- Richárd Rubcsics – gitara, gitara basowa
- Attila Wéber – gitara, gitara basowa
- Péter Hornyák – perkusja
- Krisztián Erdélyi – gitara basowa
- Miklós Küronya – instrumenty klawiszowe (2, 4, 11, 13), gitara basowa bezprogowa (13)
- Csaba Pánczél, Imre Bedõcs, Bálint Varga, Zsolt Deli – chór (2, 5, 8, 11)

### Realizacja
- Endre Paksi – reżyser dźwięku
- Miklós Küronya – reżyser dźwięku, inżynier dźwięku
- Richárd Rubcsics – reżyser dźwięku
- Attila Wéber – reżyser dźwięku
- Gyula Havancsák – design
- János Szita – zdjęcia
- Kristóf Hartmann – dyrektor produkcji